# Itapicuru
O itapicuru (Goniohachis marginata), também chamado guarabu, guarabu-batata, guarabu-branco, guarabumirim, guarabu-preto, guarabu-rajado, guaribu, guarabu-roxo e itapicuru-amarelo, é uma árvore de até 18 metros, da família das leguminosas, subfamília cesalpinioidea, nativa do Brasil, especialmente dos estados da Bahia, Minas Gerais e Espírito Santo. Possui madeira roxa e de uso na indústria de móveis, folhas com dois pares de folíolos coriáceos assimétricos, flores brancas com cinco pétalas de um centímetro de comprimento em espigas fasciculadas e vagens deiscentes coriáceos.  

## Etimologia
"Itapicuru" é um nome de origem tupi.  